# Хрсово
Хрсово (хорв. Hrsovo) — населений пункт у Хорватії, в Копривницько-Крижевецькій жупанії у складі громади Светі-Іван-Жабно.

## Населення
Населення за даними перепису 2011 року становило 268 осіб.
Динаміка чисельності населення поселення: